# سرخ جشمة (جمع أبرود)
سرخ جشمة (بالفارسية: سرخ چشمه) هي قرية تقع في إيران في قسم جمع أبرود الريفي.